# Industrial Workers of the World
Pour les articles homonymes, voir IWW (homonymie).
Industrial Workers of the World ou Travailleurs industriels du monde,, abrégé IWW, est un syndicat international fondé aux États-Unis en 1905 dont le siège actuel se trouve à Chicago. À son apogée, en 1923, l'organisation comptait environ 100 000 membres actifs. Le nombre de ses adhérents — aussi appelés plus familièrement les Wobblies — déclina de façon spectaculaire après une scission en 1924, résultat de conflits internes et de la répression gouvernementale. Aujourd'hui, l'organisation milite activement, et compte environ 9 300 membres à travers le monde. L'adhésion aux IWW ne requiert pas de travailler dans une entreprise où existe une représentation syndicale et n'exclut pas l'adhésion à une autre organisation syndicale.

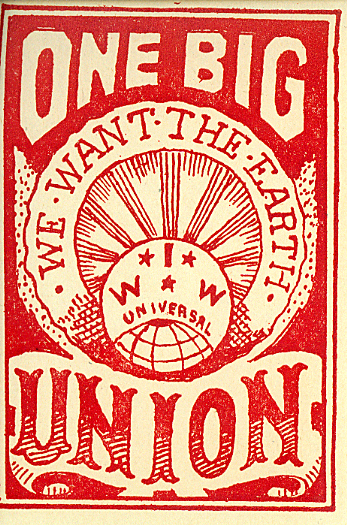
Une affiche des IWW.

Les IWW ont comme principe fondamental l'unité des travailleurs au sein d'un seul grand syndicat (« One Big Union ») en tant que classe sociale partageant les mêmes intérêts. Elle vise à l'abolition du salariat. Les IWW sont connus pour avoir développé le Wobbly Shop, une forme de démocratie en entreprise, dans laquelle les travailleurs élisent des délégués révocables. Les wobblies ont également mis en application d'autres formes de démocratie ouvrière, comme l'autogestion.

## Histoire
Les IWW furent fondés lors d'un congrès à Chicago en juin 1905 regroupant 200 délégués (syndicalistes, socialistes, anarchistes et syndicalistes révolutionnaires) venant de tous les États-Unis qui s'opposaient à l'orientation syndicale de la Fédération américaine du travail, la principale organisation syndicale du pays.

### Préparation du congrès de 1905
Les premières démarches vers la construction du syndicat furent entreprises dès l'automne 1904 lors d'une conférence informelle qui réunit six leaders du mouvement socialiste et syndical : William E. Trautmann (en), George Estes, W. L. Hall, Isaac Cowen, Clarence Smith, et Thomas J. Hagerty (en). D'autres militants, comme Eugene V. Debs et Charles O. Sherman, coopérèrent avec eux sans être présents à cette réunion. Ils partageaient la même analyse de la situation syndicale. Pour eux, les syndicats existants étaient incapables d'obtenir des avancées sociales significatives pour les travailleurs. Ils considéraient les syndicats comme la Fédération américaine du travail trop conservateurs et «aristocratiques». Les autres organisations, plus petites mais plus revendicatives, comme l'American Labor Union, la Western Federation of Miners et la Socialist Trade and Labor Alliance, étaient trop peu efficaces dans leurs négociations avec les employeurs du fait d'un manque de solidarité et de coopération de la classe ouvrière.
Les syndicalistes présents à la réunion informelle décidèrent de préparer un meeting plus large pour le 2 janvier 1905 à Chicago auquel furent invitées trente personnes. À cette réunion secrète - connue sous le nom de "la conférence de janvier" - prirent part 23 militants, représentant de manière formelle 9 organisations syndicales. La conférence établit un manifeste dénonçant la forme prise par le mouvement ouvrier américain, en particulier le fait de s'organiser par métier, et elle proposait des projets alternatifs pour une nouvelle forme d'organisation des travailleurs tout en appelant à un congrès pour organiser ce nouveau syndicalisme alternatif. Le congrès se tint également à Chicago le 27 juin. Le manifeste fut signé par tous les présents de la réunion de janvier et il fut adressé à toutes les organisations syndicales en Amérique comme aux syndicats ouvriers européens.

### Le Congrès de 1905
Le Congrès qui se réunit le 27 juin 1905 à Chicago se présentait comme le « congrès industriel » (Industrial Congress) ou la « Convention du syndicalisme industriel » (Industrial Union Convention) - il serait plus tard renommé Premier Congrès Annuel des IWW. Il est considéré comme un des moments cruciaux de l'histoire du syndicalisme industriel et du mouvement syndical américains. Il réunit 203 syndicalistes représentant 43 organisations couvrant une large palette de métiers. 70 délégués venant de 23 organisations avaient un mandat les autorisant à incorporer leur organisation dans le syndicat qui devait être fondé lors du congrès. 72 autres délégués provenant de 20 organisations étaient seulement présents pour prendre des notes sur le déroulement du congrès et en rendre compte à leur organisation. Les 61 derniers délégués ne représentaient aucune organisation. Seuls les délégués ayant le mandat d'incorporer leur organisation aux IWW obtinrent un droit de vote proportionnel au nombre de membres de leur organisation - les autres délégués disposaient seulement d'un vote chacun.
Des syndicats ouvriers représentés au congrès, 16 étaient alors affiliés à l'AFL. Ceux-ci, cependant, n'étaient pour la plupart que des syndicats locaux comptant peu d'adhérents. Seules cinq de ces syndicats étaient représentées par des délégués ayant mandat de rejoindre le nouveau syndicat. Aussi ces syndicats ne jouèrent qu'un rôle mineur lors du congrès.
Les 23 organisations ouvrières qui envoyèrent un délégué mandaté pour se joindre aux IWW comptaient un total de 51 430 membres. Le nombre total des adhérents des 20 autres organisations se montait à 91 500 membres. Ainsi un tiers des adhérents représentés au congrès détenait presque tous les droits de vote. Sur les 51 000 droits de vote rassemblés par les organisations prêtes à construire le syndicat, 48 000 se répartissaient entre cinq organisations : la Western Federation of Miners (27 000 adhérents), l' American Labor Union (16 750 adhérents), les United Metal Workers (3 000 adhérents), les United Brotherhood of Railway Employees (2 087 adhérents), et la Socialist Trade and Labor Alliance (1 450 adhérents). À elles seules, ces organisations détenaient ainsi presque tous les pouvoirs au sein du congrès.
Les premiers organisateurs des IWW incluaient Big Bill Haywood, Daniel De Leon, Eugene V. Debs, Thomas J Hagerty, Lucy Parsons, Mary Harris Jones (plus connue sous le nom de Mother Jones), William Trautmann, Vincent Saint John, Ralph Chaplin.
Le syndicat avait comme objectif d'organiser la solidarité ouvrière et la lutte révolutionnaire pour renverser la classe patronale ; sa devise était « An injury to one is an injury to all » (une attaque contre l'un d'entre nous est une attaque contre nous tous) qui faisait écho à l'idéal des Knights of Labor au XIXe siècle, « an injury to one is the concern of all » (une attaque contre l'un d'entre nous est l'affaire de tous). Les IWW furent créés en raison de la conviction de beaucoup de syndicalistes, socialistes, anarchistes et militants radicalisés que l' American Federation of Labor (AFL) avait complètement échoué dans sa tâche d'organiser la classe ouvrière américaine, puisque seulement 5 % environ de tous les travailleurs appartenaient à un syndicat en 1905.

Le préambule de la Constitution des IWW déclare : 
La classe ouvrière et la classe patronale n'ont rien en commun. Il ne peut y avoir de paix tant que la faim et le besoin touchent des millions de travailleurs et que les quelques privilégiés, qui forment la classe patronale, jouissent de toutes les bonnes choses de la vie. La lutte entre ces deux classes doit se poursuivre jusqu'à ce que les travailleurs du monde, en tant que classe, prennent possession des moyens de production, abolissent le salariat, et vivent en harmonie avec la Terre... En lieu et place du slogan conservateur, « Un salaire journalier honnête pour une journée de travail honnête », nous devons inscrire sur notre bannière le slogan révolutionnaire, « Abolition du salariat ». C’est la mission historique de la classe laborieuse d'en finir avec le capitalisme.
Les Wobblies se différenciaient des autres syndicats de l'époque par leur promotion du « syndicalisme industriel » (industrial unionism), organisé par industrie, sans égard pour le type de métier ou la qualification, qui s'opposait au syndicalisme professionnel de l'American Federation of Labor, où le syndicalisme était organisé par type de métier. Ils soulignaient l'importance de l'organisation partant de la base, qu'ils opposaient au système de délégation de pouvoir à des dirigeants syndicaux, qui se chargeaient ensuite de la négociation avec les patrons au nom des salariés. Ceci se manifesta dès le début dans le refus constant des IWW de signer des accords qui pourraient restreindre le seul véritable pouvoir aux mains des travailleurs : le droit de grève. Bien que cette idée ne fût jamais développée en détail, ils envisageaient la grève générale comme le moyen de mettre à bas le système du salariat, pour inaugurer un nouvel ordre économique qui placerait l'individu au-dessus du profit, et la coopération avant la compétition.
Une des contributions majeures des IWW au mouvement ouvrier, et une vigoureuse impulsion vers la justice sociale, fut d'accepter dès sa création, à la différence des autres syndicats américains, tous les travailleurs, y compris les femmes, les immigrés et les Afro-Américains. En effet, beaucoup de ses premiers adhérents étaient des immigrés et certains comme Carlo Tresca, Joe Hill et Mary Jones atteignirent une certaine importance dans sa direction. Les Finlandais formaient une part non négligeable des adhérents immigrés des IWW. « Le nombre des adhérents finlandais aux IWW est évalué alors entre cinq et dix mille membres ». L’Industrialist est rédigé en finnois, il est publié à Duluth et constitue le seul quotidien du syndicat. À son apogée, il tire à plus de 10 000 exemplaires chaque jour. Une autre publication en finnois, mensuelle, était le Tie Vapauteen (« Route de la liberté »). Il existait également un centre d'éducation finlandais, le Work People's College toujours à Duluth, et le Finnish Labour Temple à Thunder Bay, qui servit par ailleurs de siège aux IWW canadiens.
Les IWW furent dénoncés par les politiciens et la presse comme une menace à l'économie de marché, et comme une tentative pour monopoliser la main d'œuvre, à une époque où les monopoles industriels étaient combattus comme des entraves aux lois du marché. Les propriétaires d'usines employèrent des moyens non-violents (envoyant des membres de l'Armée du salut perturber les orateurs) et violents pour interrompre leurs réunions. Les membres IWW furent souvent arrêtés, et quelquefois assassinés, à la suite de ces prises de paroles publiques[réf. nécessaire], mais ces persécutions ne firent qu'aviver le militantisme.

## Une question de tactique: action politique ou action directe?
Comme beaucoup d'organisations de gauche de l'époque, les IWW se divisèrent bientôt sur des questions de politique. En 1908, un groupe conduit par Daniel De Leon affirma que l'action politique mené par le Parti ouvrier socialiste d'Amérique de De Leon constituait la meilleure voie pour atteindre les buts des IWW. L'autre faction, avec à sa tête Vincent Saint John, William Trautmann, et Big Bill Haywood, pensait que l'action directe sous forme de grèves, de propagande et de boycotts était la voie la plus appropriée. Ils s'opposaient à l'arbitrage et à l'affiliation politique. La faction de Haywood l'emporta, et De Leon et ses partisans quittèrent l'organisation.

## L'action syndicale

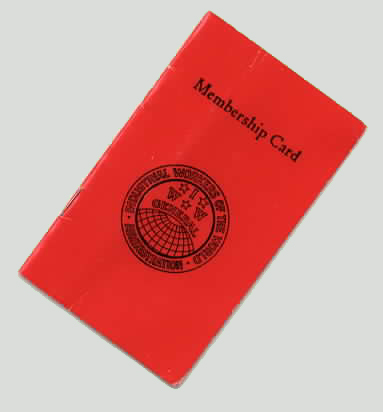
Une carte de membre des IWW

Les IWW commencèrent pour la première fois à attirer l'attention à Goldfield, Nevada en 1906 et pendant la grève des Pressed Steel Car Company à McKees Rocks en 1909. Ils gagnèrent encore en popularité cette année-là, quand ils prirent position pour la liberté d'expression. La ville de Spokane, dans l'État de Washington, avait interdit les réunions sur la voie publique, et arrêté Elizabeth Gurley Flynn, une militante Wobblie, pour avoir enfreint cette interdiction. La réponse fut simple mais efficace : lorsqu'un camarade était arrêté pour avoir pris la parole, un grand nombre de personnes se rendaient sur place et demandaient aux autorités de les arrêter tous, jusqu'à ce que cela devînt trop coûteux pour la ville. À Spokane, plus de 500 personnes furent incarcérées et quatre d'entre elles moururent. La tactique fut aussi employée avec succès à Fresno, Aberdeen et San Diego.

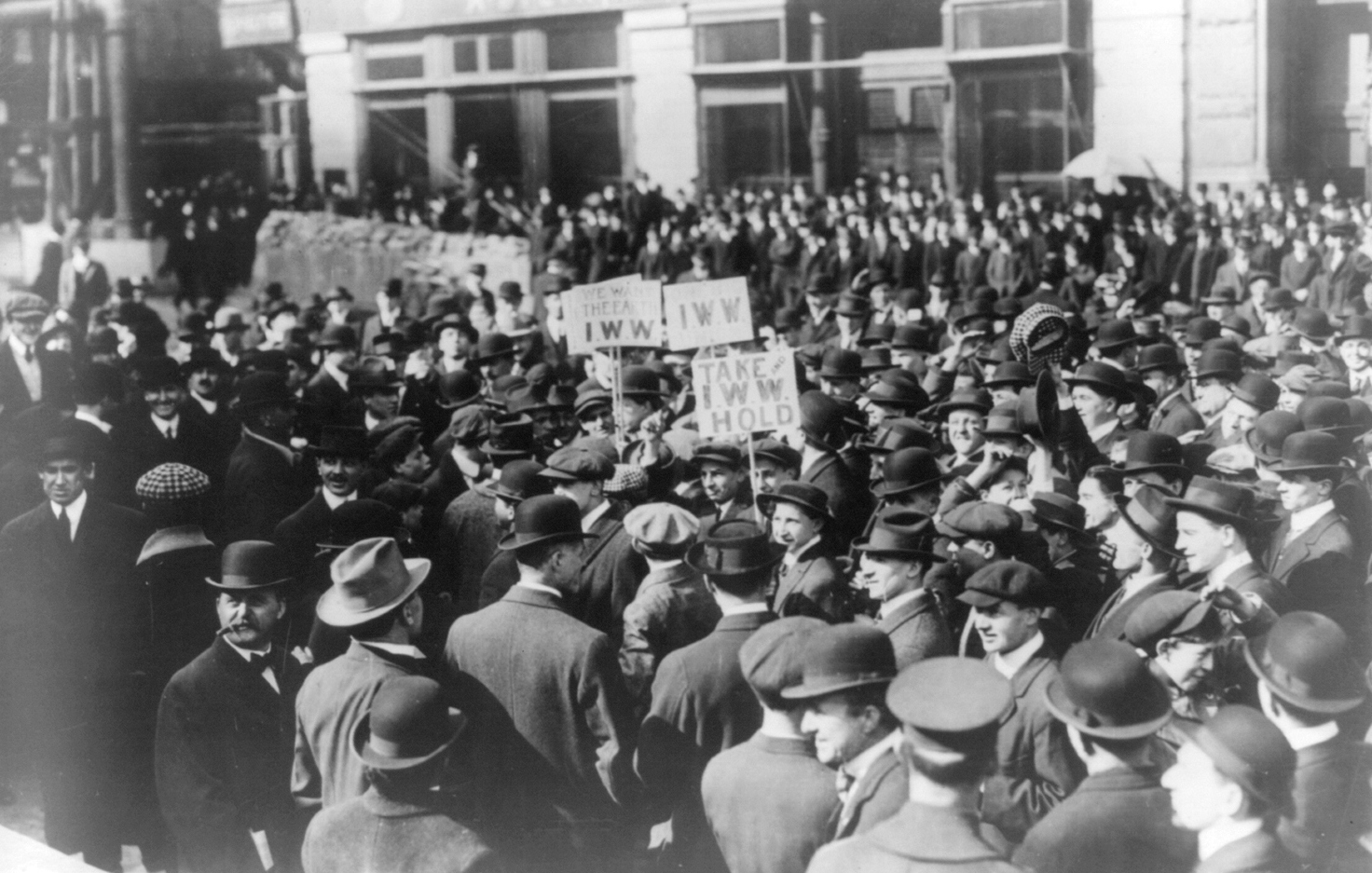
Manifestation des IWW à New York en 1914

En 1912, l'organisation comptait quelque 50 000 adhérents, principalement concentrés dans le Nord-Ouest, parmi les dockers, les ouvriers agricoles dans les États du Centre, et les régions d'industries textile et minière. Les IWW furent impliqués dans plus de 150 grèves, dont la grève du textile de Lawrence (1912), la grève de la soie de Paterson (1913) et the Mesabi range (1916). Ils furent aussi engagés dans ce qui est connu comme l'Émeute de Wheatland Hop, le 3 août 1913.
Entre 1915 et 1917, l'Organisation des ouvriers agricoles (AWO) de l'IWW regroupa des centaines de milliers d'ouvriers agricoles saisonniers dans tout le Midwest et l'Ouest des États-Unis, les inscrivant et les syndiquant souvent dans les champs, les chemins de fer et les jungles hobo. Durant cette période, les IWW furent pratiquement confondus avec les hobos. Les travailleurs itinérants ne pouvant guère s'offrir d'autres moyens de transport pour rejoindre leur prochain lieu de travail, les wagons de marchandises couverts, appelés par les hobos « side door coaches » (voitures à porte latérale) étaient fréquemment recouverts d'affiches de l'IWW. La carte de membre de l'IWW était considérée comme suffisante pour voyager par le train. Les travailleurs obtinrent souvent de meilleures conditions de travail en utilisant l'action directe sur le lieu de production, et faisant grève "sur le tas", ralentissant consciemment et collectivement leur travail. Les conditions de travail des ouvriers agricoles saisonniers connurent une énorme amélioration grâce au syndicalisme Wobbly.
Tirant parti du succès de l'AWO, le Syndicat des Travailleurs Forestiers Industriels de l'IWW (Lumber Workers Industrial Union) (LWIU) utilisa des procédés similaires pour organiser les bûcherons et autres travailleurs forestiers, tant dans le Sud profond que sur la côte pacifique du Nord-Ouest des États-Unis et du Canada, entre 1917 et 1924. La grève des forestiers de l'IWW en 1917 mena à la journée de travail de 8 heures et améliora grandement les conditions de travail dans le Nord-Ouest, sur la côte pacifique. Même si les historiens du milieu du siècle en attribuent le mérite au gouvernement américain et aux « magnats forestiers visionnaires », c'est une grève de l'IWW qui avait imposé ces concessions[source insuffisante].
De 1913 au milieu des années 1930, le Syndicat des travailleurs du transport maritime de l'IWW (Marine Transport Workers Industrial Union) montra qu'il constituait une force avec laquelle il fallait compter. Il rivalisa avec les syndicats de l'American Federation of Labor pour prendre l'ascendant dans l'industrie. Étant donné son engagement en matière de solidarité internationale, ses efforts et ses succès dans le domaine ne furent pas surprenants. Local 8, une section du syndicat était dirigée par Ben Fletcher ; il avait recruté principalement des dockers afro-américains sur les quais de Philadelphie et de Baltimore. Il y avait encore d'autres dirigeants, comme l'immigrant suisse Waler Nef, Jack Walsh, E.F. Doree, et le marin espagnol Manuel Rey. L'IWW était également présente sur les quais de Boston, New York, La Nouvelle-Orléans, Houston, San Diego, Los Angeles, San Francisco, Eureka, Portland, Tacoma, Seattle, Vancouver, ainsi que dans des ports des Antilles, du Mexique, d'Amérique du Sud, d'Australie, de Nouvelle-Zélande, d'Allemagne et d'autres nations. Les membres de l'IWW jouèrent un rôle dans la grève générale de San Francisco de 1934, et dans les luttes syndicales menées par la base de l'International Longshoremen's Association tout le long de la côte ouest.
Les Wobblies jouèrent aussi un rôle lors de grèves sur le tas et d'autres luttes syndicales menées dans les années 1930 par les United Auto Workers, particulièrement à Détroit, bien qu'ils n'aient pas établi là une forte présence syndicale.
Les IWW eurent souvent des difficultés à conserver leurs avantages, là où, comme à Lawrence, ils avaient gagné leurs grèves. En 1912, les IWW dédaignèrent les accords de convention collective, et prônèrent la lutte permanente à l'atelier contre le patron. Il s'avéra cependant difficile de maintenir cette sorte d'élan révolutionnaire contre les employeurs. À Lawrence, les IWW perdirent presque tous leurs membres dans les années qui suivirent la grève, car les employeurs sapèrent petit à petit la résistance de leurs employés, et éliminèrent la plupart des plus farouches supporters du syndicat.
Clarice Stasz, biographe de Jack London note que celui-ci « voyait les Wobblies comme un apport bénéfique à la cause socialiste, bien qu'il ne fût pas aussi radical pour appeler par exemple au sabotage ». Elle mentionne une rencontre personnelle entre London et Big Bill Haywood en 1912.

## La répression gouvernementale

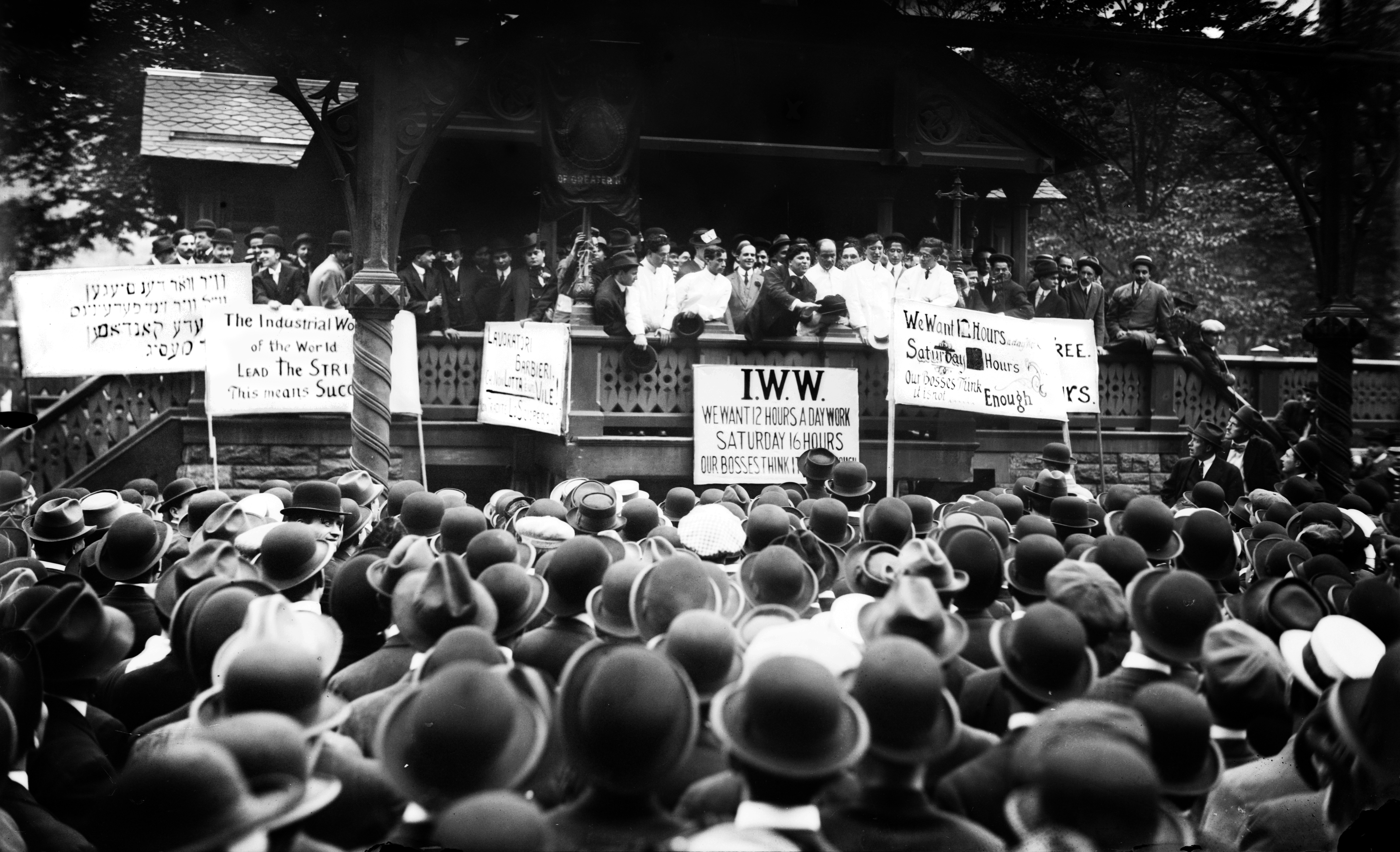
Joseph J. Ettor, qui fut arrêté en 1912, faisant un discours devant les coiffeurs en grève.

L'efficacité des tactiques non-violentes des IWW provoqua une réaction violente du gouvernement, des milieux patronaux, et de groupes de « citoyens ». En 1914, Joe Hill (Joel Hägglund) fut accusé de meurtre et, malgré uniquement des preuves indirectes, il fut exécuté par l'État de l'Utah en 1915. Le 5 novembre 1916 à Everett, un groupe d'hommes d'affaires, nommés shérifs-adjoints et menés par le shérif Donald McRae, attaqua des membres du syndicat sur le paquebot Verona, en tuant au moins 5 (6 autres ne furent jamais retrouvés et disparurent probablement dans le Puget Sound). Deux membres de la bande furent tués, et bien que les circonstances exactes demeurent inconnues, on pense que les deux adjoints ont été touchés par des « tirs amis »,.
De nombreux membres de l'IWW s'opposèrent à la participation des États-Unis au premier conflit mondial. L'organisation vota une résolution contre la guerre à son congrès de novembre 1916. Ceci rappelle l'opinion exprimée au congrès fondateur de l'IWW, que la guerre constitue une lutte des capitalistes entre eux, dans laquelle le riche s'enrichit, et où bien souvent le pauvre meurt des mains d'autres travailleurs.
Le quotidien des IWW, l'Industrial Worker, écrivait, juste avant l'entrée en guerre des États-Unis : « Capitalistes d'Amérique, nous nous battrons contre vous, pas pour vous ! Il n'existe aucune force au monde qui puisse forcer la classe ouvrière à se battre si elle ne le veut pas. » Pourtant, quand la déclaration de guerre fut votée par le Congrès américain en avril 1917, Bill Haywood, secrétaire général et trésorier des IWW, devint fermement persuadé que l'organisation devait adopter un profil bas, afin d'éviter les menaces perceptibles contre son existence. Elle cessa toute activité anti-guerre, comme l'impression d'affichettes et de documents opposés à la guerre. L'opposition à la guerre ne fit plus partie de la politique officielle du syndicat. Après bien des débats au Directoire Général des IWW, Haywood prônant le profil bas, tandis que Frank Little soutenait la poursuite de l'agitation, Ralph Chaplin trouva un compromis. La déclaration qui en résulta dénonçait la guerre, mais les membres des IWW étaient invités à exprimer leur opposition en utilisant les procédures légales de la conscription. On les conseillait de se faire enregistrer, en indiquant leur demande d'exemption par « IWW, opposé à la guerre ».
Bien que les IWW ait modéré son opposition verbale, la presse traditionnelle et le gouvernement américain réussirent à dresser l'opinion publique contre elle. En juillet 1917, la Bisbee Loyalty League d'Arizona rafla 1 200 Wobblies supposés (environ 350 étaient en réalité syndiqués à l'AFL), les enferma dans des wagons à bestiaux et les expédia dans le désert du Nouveau-Mexique, où ils furent gardés 36 heures sans eau ni nourriture ; ensuite, ils furent enfermés trois mois dans une prison fédérale, sans aucun procès. Frank Little, l'opposant de l'IWW le plus virulent à la guerre, fut lynché à Butte dans le Montana en août 1917, juste quatre mois après la déclaration de guerre.
Le gouvernement saisit l'occasion de la Première Guerre mondiale pour briser l'IWW. En septembre 1917, des agents du département de la justice menèrent des opérations simultanées contre quarante-huit locaux de réunion de l'IWW à travers tout le pays. En 1917, cent soixante-cinq dirigeants du syndicat furent arrêtés pour conspiration visant à entraver la conscription, à encourager la désertion, et intimider les autres dans les cas de conflits du travail, conformément à l'Espionage Act ; cent un passèrent en jugement devant le juge Kenesaw Mountain Landis en 1918. Ils furent tous reconnus coupables — même ceux qui n'appartenaient plus au syndicat depuis des années — et reçurent des peines de prison allant jusqu'à vingt ans. Condamné à de la prison, mais laissé en liberté provisoire sous caution, Haywood s'enfuit en Union soviétique, où il séjourna jusqu'à sa mort.
Dans son livre The Land That Time Forgot (traduction du titre: La terre que le temps oublia), publié en 1918, Edgar Rice Burroughs présentait un membre des IWW comme un traître et un vaurien particulièrement méprisable. Cette vague de dénigrement poussa, en de nombreux endroits, des groupes d'auto-défense à attaquer les IWW. À Centralia le 11 novembre 1919, l'American Legion attaqua le siège des IWW. Six personnes furent tuées dans la fusillade, parmi lesquelles l'un des chefs des assaillants. Wesley Everest, membre du syndicat et ancien combattant, fut arrêté, mais le soir même, fut remis à la Legion par les gardiens de la prison. Il eut, tout d'abord, les dents cassées avec une crosse de fusil, puis fut castré et lynché trois fois en trois endroits différents, et enfin son corps fut criblé de balles, avant d'être enterré dans une tombe anonyme. Le rapport officiel du médecin légiste attribua le décès à un « suicide ». Aucun de ses assassins n'est inquiété par la justice, mais onze syndicalistes passent en jugement pour les morts provoquées par l'assaut sur le siège de leur organisation. Le juge pesa de tout son poids sur le jury, allant jusqu'à déclarer inacceptable un premier jugement de clémence. Le jury condamna finalement les onze syndicalistes à des peines allant de 25 à 40 ans de prison. Les témoins de la défense, venus dire que les membres de la Legion avaient tiré les premiers, sont condamnés pour faux témoignage. Quatre ans plus tard, neuf des jurés reconnurent avoir fait l'objet de pressions de la part des patrons du trust du bois.
Après la guerre, la répression continua. Des membres des IWW furent poursuivis pour infraction à différentes lois fédérales et gouvernementales, et les Palmer Raids de 1920 sélectionnaient les membres de l'organisation qui étaient nés à l'étranger. En une série d'opérations de police commencées le 7 novembre 1919 dans 70 grandes villes, 10 000 militants ouvriers (membres ou non des IWW) furent arrêtés ; 250 d'entre eux sont expulsés vers l’étranger. En Californie, des provocateurs de la police placèrent une bombe devant la résidence du gouverneur, justifiant ainsi les arrestations de 46 Wobblies. Leurs conditions de détentions étaient si dures que 5 d'entre eux moururent avant le procès, au cours duquel les survivants furent condamnés à 10 ans de prison. Au milieu des années 1920, le nombre d'adhésions avait déjà décliné en raison de la répression gouvernementale, déclin qui s'accrut encore de façon substantielle lors du schisme de 1924, causé par des querelles au sein de l'organisation, lorsque le syndicat se divisa entre les "Occidentaux" et les "Orientaux" à propos d'un certain nombre de questions, comme le rôle de l'administration générale (souvent présenté de façon simplificatrice comme une lutte entre les "centralisateurs" et "décentralisateurs") et les tentatives du Parti communiste USA de contrôler l'organisation par le noyautage. En 1930, les adhésions étaient tombées aux environs de 10 000.

## Les IWW après la Seconde Guerre mondiale

### 1949–2000
Les Wobblies continuèrent de syndiquer les travailleurs et leur présence était forte dans les ateliers de mécanique de Cleveland, dans l'Ohio jusqu'aux années 1950. Après l'adoption par le Gouvernement des États-Unis en 1950 de la loi Taft-Hartley, qui exigeait le renvoi des dirigeants syndicaux communistes, l'IWW connut une baisse du nombre de ses adhérents, alors que des divergences d'opinion se faisaient jour concernant la manière de répondre à ce défi. Les métallos et les mécaniciens de l'IWW de Cleveland tranchèrent en se retirant du syndicat, provoquant une nouvelle chute massive du nombre de membres.
Les adhésions aux IWW tombèrent à leur plus bas niveau au cours des années 1950, mais durant les années 1960, le Mouvement des droits civiques, l'opposition à la guerre au Viet-Nam, et les différents mouvements étudiants dans les universités des États-Unis donnèrent une nouvelle vie aux IWW, mais avec bien moins de nouvelles adhésions que lors des grandes campagnes syndicales de la première partie du XXe siècle.
Des années 1960 aux années 1980, les IWW organisèrent plusieurs petites campagnes syndicales comme des entreprises tenues coopérativement et collectivement, notamment dans la presse : Red & Black (Détroit (Michigan)), Lakeside (Madison (Wisconsin)) et Harbinger (Columbia (Caroline du Sud)). L’University Cellar, une librairie à but non lucratif fondée par des étudiants de l'Université du Michigan, fut pendant plusieurs années la plus grande entreprise syndiquée à l'IWW avec environ 100 membres. Dans les années 1960, Rebel Worker fut publié à Chicago par les surréalistes Franklin et Penelope Rosemont. Une édition fut publiée à Londres avec Charles Radclyffe (anarchiste) qui s'impliquera dans l'Internationale situationniste.

### 2000-présent
Le graphique qui aurait dû être présenté ici ne peut pas être affiché car il utilise l'ancienne extension Graph, désactivée pour des questions de sécurité. Des indications pour créer un nouveau graphique avec la nouvelle extension Chart sont disponibles ici.

Nombre de membres des IWW ,
Pendant les années 1990, les IWW furent investis dans de nombreuses luttes syndicales et combattirent pour la liberté d'expression, avec notamment les actions à Redwood Summer, et les piquets de grève devant le Neptune Jade dans le port d'Oakland à la fin de 1997. Des adhérents des IWW mirent en place leur propre serveur Internet, le gérant d'abord depuis la chambre d'un des membres avant de le déplacer sur son site actuel, dans un bureau de San Francisco. Les IWW gèrent maintenant leur propre domaine internet (iww.org).
Les campagnes de syndicalisation des IWW dans les dernières années ont inclus une campagne importante pour syndiquer Borders Books en 1996, une grève au Lincoln Park Mini Mall à Seattle la même année, des campagnes de syndicalisation à Wherehouse Music, Keystone Job Corps, l'organisation communautaire ACORN, plusieurs centres de jeunes et de sans domicile fixe à Portland, dans l'Oregon et des magasins de recyclage à Berkeley. Les membres des IWW ont été actifs dans les métiers du bâtiment, le transport maritime, les chantiers navals, les industries de haute technologie, les hôtels, les restaurants, les organismes d'intérêt public, les écoles, les universités, les centres de recyclage, les chemins de fer, les coursiers à vélo et les chantiers de bois.
Les IWW intervinrent plusieurs fois pour aider les autres syndicats, par exemple les travailleurs de scieries à Fort Bragg en Californie en 1989, les travailleurs des stands de concession de la région de la baie de San Francisco à la fin des années 1990 et, plus récemment dans les chantiers navals le long du fleuve Mississippi.
Au début des années 2000, les IWW organisèrent Stonemountain and Daughter Fabrics, une boutique de tissus et de couturière à Berkeley. Le magasin est encore syndiqué à l'IWW.
En 2004, une section syndicale des IWW s'implanta dans un magasin de l'enseigne Starbucks à New York, une entreprise connue pour son refus de laisser ses salariés se syndiquer, et en 2006, les IWW poursuivirent leurs efforts au sein de Starbucks en syndiquant plusieurs magasins dans la région de Chicago. En septembre 2004, les routiers court-courrier de Stockton (Californie) se mirent en grève. Presque toutes les revendications furent satisfaites. En dépit des premières victoires de Stockton, le syndicat des routiers cessa d'exister à la mi-2005.
À Chicago, l'IWW commença à syndiquer les messagers à bicyclette avec un certain succès. Entre 2003 et 2006, les syndicats IWW organisèrent des coopératives alimentaires à Seattle, à Washington et à Pittsburgh. Les IWW représentèrent auprès du NLRB des employés administratifs et de maintenance, sous contrat à Seattle, lorsque leur syndicat à Pittsburgh perdit 22-21 une élection ; ils n'obtinrent qu'à la fin 2006 l'invalidation des élections, basée sur le comportement de la direction avant l'élection. Les activités plus récentes incluent notamment une importante campagne pour syndicaliser les travailleurs immigrants de l'industrie alimentaire à New York City, et la création d'une permanence à Los Angeles, en syndicalisant les camionneurs court-courriers et les chauffeurs de taxi.
Le recyclage de la ville de Berkeley est ramassé, trié, traité et envoyé à travers deux entreprises différentes syndiquées à l'IWW.
Ils préfèrent essayer de mettre en place un syndicalisme géographique (au lieu du syndicalisme par branche professionnelle) comme à Philadelphie.
Ils ont aussi participé au mouvement de protestation contre la guerre en Irak, et contre les usines ayant de mauvaises conditions de travail. Ils soutiennent un boycott de Coca-Cola pour son implication supposée dans la répression des droits des travailleurs en Colombie.
En 2006, le siège de l'IWW fut transféré à Cincinnati avant de revenir a Chicago en 2012.
Également en 2006, une branche syndicalisa Landmark Shattuck Cinemas, espérant gagner un contrat par tout moyen nécessaire.
Le 9 septembre 2016, à l'occasion du 45e anniversaire de la mutinerie de la Prison d'Attica, les prisonniers-travailleurs entament une grève pour dénoncer les conditions de travail des détenus, qu'ils comparent à de l'esclavage. Les prisonniers se sont coordonnés grâce à l'IWW,.

## En dehors des États-Unis
L'IWW dispose de comité d'organisation régional en Australie, au Canada, au Royaume-Uni, en Irlande et en Ouganda et de branches a Taïwan, en Belgique, Grèce et Islande.

### Les IWW en Australie
L'Australie eut une branche très tôt grâce aux branches de Chicago et de Détroit qui ont formé des militants locaux.
La branche locale se développe dans une atmosphère de revendications syndicales après 1908. Les IWW prirent leur essor en s'opposant à la conscription obligatoire en Australie. Ils utilisèrent bon nombre des tactiques utilisées aux États-Unis comme la défense de la liberté d'expression.
Les IWW de l'Australie ont été importants, surtout pour son travail d'organisation industrielle. Les IWW collaborèrent avec de nombreux autres syndicats, en encourageant le syndicalisme industriel et le militantisme. En particulier, les stratégies de l'IWW eurent effet important sur la Australasian Meat Industry Employees Union (en). AMIEU établit le syndicalisme obligatoire et les conseils ouvriers et a efficacement réglementé le comportement de la direction vers la fin des années 1910.
Les IWW sont bien connus pour s'être opposés à la Première Guerre mondiale à partir de 1914, et, à bien des égards, fut l'avant-garde de la lutte contre la conscription.
Les IWW ont continuèrent d'opérer illégalement avec pour objectif de libérer ses prisonniers de classe de guerre et fusionnèrent brièvement avec deux autres tendances radicales—des anciens partis socialistes et des métiers salles de formation pour un parti communiste naissant et aussi au Conseil communiste d'Adela Pankhurst. Les IWW cependant quittèrent le Parti communiste de l'Australie peu de temps après sa formation, emportant avec elle la plupart des membres militants qui étaient travailleurs industriels.
Dans les années 1930 les IWW en Australie avaient diminué de façon significative et participèrent aux mouvements de chômeurs qui ont été en grande partie organisés par les communistes désormais stalinisés. En 1939, l'Australian IWW avait quatre membres, en fonction de la surveillance par les autorités gouvernementales, et ces membres ont toujours refusé la Seconde Guerre mondiale.
Les IWW existent encore avec peu d'influence.

### Les IWW au Royaume-Uni
Bien que beaucoup plus petit que ses homologues nord-américains, le BIROC (British Isles Regional Organising Committee) annonçait près de 200 adhérents au Royaume-Uni et Irlande, en 2006. Le nombre des adhérents avait augmenté de manière continue depuis les années 1990. Pour l'année 2005-2006 le nombre de syndiqués avait augmenté de près de 25 %.
Les IWW sont présents sous différentes formes au Royaume-Uni depuis 1906. Aussi les IWW ont été présents, à des degrés divers, dans de nombreuses luttes au cours des premières décennies du XXe siècle, dont la Grève Générale de 1926 et les grève des dockers de 1947. Plus récemment des membres du syndicat se sont investis lors de la grève des dockers de Liverpool (en) qui a duré de 1995 à 1998, comme dans divers mouvements de 1990 à 2000, dont l'implantation réussie du syndicat dans certaines entreprises, comme les travailleurs assistants les parlementaires du Parti socialiste écossais, au Parlement écossais. En 2005, lors de l'année du centenaire des IWW, une pierre commémorative a été érigée dans une forêt du Pays de Galles pour célébrer le centenaire de la création du syndicat et la mort de la militante américaine des IWW et d'Earth First!, Judi Bari.
Les IWW ont créé leur propre site internet. Ils comptent huit branches professionnelles, plusieurs groupes à travers le Royaume-Uni ainsi que deux réseaux professionnels qui émergent dans les secteurs de la santé et de l'éducation. Ils ont monté un syndicat pour les assistants parlementaires au Parlement Écossais. Les IWW des Îles Britanniques publient un magazine, Bread and Roses et une lettre d'information pour les travailleurs dans le secteur de la santé.

### Les IWW au Canada
Si dans ses débuts l'IWW fut particulièrement active dans l'Ouest canadien avec l'organisation de larges pans de l'industrie du bois et de l'industrie minière, principalement en Colombie-Britannique comme le témoigne la chanson de  Joe Hill "Where the Fraser River Flows", l'organisation se fit surtout connaitre pour son rôle dans la grève générale de Winnipeg en 1919. Certains Wobblies avaient des liens relativement étroits avec le Parti socialiste du Canada.
À l’été 2011, les branches locales de Vancouver, Edmonton, Toronto, Winnipeg, Ottawa-Outaouais et de Montréal-Sherbrooke ont formé un Comité d’Organisation Régional Canadien bilingue (CanCOR) et depuis l'organisation reste active dans le pays avec de nombreuses branches à Vancouver, l'île de Vancouver, Edmonton, Winnipeg, Ottawa, Toronto, Windsor, Hamilton, Montréal, Québec, Sherbrooke et Halifax, ainsi que de plus petits groupes de Wobblies dans les régions de Saskatoon, Kitchener-Waterloo, Peterborough, Drummondville, Saint-Jérôme, Trois-Rivières et Gaspé. Notons aussi qu'au cours des dernières années l'IWW eut une présence, quoique limitée, à Fredericton et Thunder Bay.
En 2009, la branche québécoise de Montréal-Sherbrooke aide à fonder le Syndicat des Travailleuses et Travailleurs de Starbucks (STTS) qui fit une percée à Québec dans un établissement situé à Sainte-Foy. Les meneurs, Simon Gosselin, Dominic Dupont et Andrew Fletcher[Lequel ?] furent harcelés dans les mois qui suivirent la syndicalisation, et les efforts des syndiqués furent réduits à néant par la firme d'avocats Heenan Blaike lors de la série d'audiences qui eurent lieu devant la Commission des relations de travail du Québec. À la suite de cet épisode et jugeant que la place d'un wobblies est sur le plancher de son lieu de travail et non dans une salle de cour, la section locale décide, une fois pour toutes, de délaisser le syndicalisme de concertation de la Commission des relations du travail pour mettre de l'avant une pratique para-légal avec le syndicalisme de solidarité et l'action directe. Cette décision fut confirmée lors de la convention international des IWW de 2011 où les représentants décidèrent d'un commun accord qu'aucun syndicat affilié à l'IWW ne pourrait signer de contrat remettant en question son droit de grève.
Toujours à Montréal, les IWW sont remis sur le devant de la scène lorsqu'en 2014 ils lancent leur campagne pour la Grève générale du 1er mai 2015 contre l'austérité.
En août 2016, le Syndicat des Travailleurs et Travailleuses du Frite Alors, voit le jour dans la succursale de la rue Rachel. Le patron tente de mettre un frein à l'avancée du syndicat en renvoyant l'une des organisatrices, mais trois heures plus tard une trentaine de membres de la section locale envahissent le restaurant afin d'obliger la réembauche de leur camarade. Après un peu moins de quatre mois de lutte, les travailleurs arrivent à obtenir de nombreuses concession de la part de l'employeur et voient leurs conditions de travail s'améliorer sur de nombreux aspects.
En février 2017, c'est au tour du Syndicat des Travailleurs et Travailleuses des Milieux Associatifs en Éducation (STTMAE) d'annoncer son existence. Représentant les salariés de l'Association pour une Solidarité Syndicale Étudiante (ASSÉ) et des cégeps de Drummondville, Saint-Jérôme, Montmorency et Edouard-Montpetit, le syndicat a depuis empêché le congédiement d'un employé et aider un autre à renégocier son contrat de travail[réf. souhaitée].
Parmi les syndicats actuellement en action, l'un des plus remarquables est sans doute le Syndicat des clochards d'Ottawa fondé en 2003, qui perpétue une tradition Wobblie datant de la Grande Dépression, soit l'organisation des chômeurs, des sans-emplois et des gens mis au travail forcé. Suivant cet exemple est créé en 2015 dans la ville de Windsor le Street Labor of Windsor (SLOW-IWW) qui sert de forum de discussions pour que les itinérants règlent leurs problèmes pacifiquement entre eux, gère un réseau de Copwatch et communique régulièrement avec les journaux locaux pour combattre les préjugés entretenus à l'égard de ses membres.

### Les IWW en Allemagne, Suisse, Autriche
En mai 2009, un comité d'organisation régional germanophone a été formé et a traduit de nombreux documents de l'IWW. Il disposerait d'une quinzaine de branches dans des villes en Allemagne, Suisse, France et en Autriche[réf. souhaitée].

### Au Mexique
Dans les années 1920, les militants d’IWW au Mexique remportèrent plusieurs succès en participant à des grèves victorieuses. Présents surtout chez les marins et les dockers, ils participent à la grève des travailleurs de Aguira Oil (secteur pétrolier) à Tampico.

## Dans les arts

### Musique folk et chansons protestataires
Une des caractéristiques des IWW, depuis leur création, est la chanson. Pour contrecarrer les patrons qui appelaient la fanfare de l'Armée du salut pour couvrir les orateurs des wobblies, Joe Hill composa des parodies d'hymnes chrétiens afin que les membres du syndicat puissent chanter et accompagner la fanfare de l'Armée du Salut, tout en affirmant leurs positions, (par exemple, In the Sweet By and By devint There'll Be Pie in the Sky When You Die (That's a Lie), « Il y aura du gâteau--pour toi--au Ciel quand tu mourras (c'est un mensonge) »), aussi connue sous le nom the Preacher and the Slave (Pie in the Sky). Leurs chansons furent bien connues bien qu'elles eussent commencé par la nécessité. Les IWW compilèrent ces chansons officielles dans le Little Red Songbook et continuent encore de mettre ce livre à jour. Dans les années 1960, le renouveau de musique populaire américaine causa un renouveau dans ses chansons et celles des autres Wobblies. Des gens sympathisèrent avec les Wobblies quand ils ne devenaient carrément pas membres.

### Livres
Le roman de B. Traven Les Cueilleurs de coton a aussi paru sous le titre Le Wobbly de 1926 à 1929.

## À propos du nom
L'acronyme IWW signifie Industrial Workers of the World, mais a été interprété de différentes manières, comme "I Won't Work" (Je ne travaillerai pas), "I Want Whiskey" (Je veux du whisky), "International Wonder Workers" (Les formidables travailleurs internationaux), and "Irresponsible Wholesale Wreckers" (Les irresponsables grossistes en destruction). Le 17 août 1917, le sénateur de l'Arizona Henry F. Ashurst déclara même que ce "I.W.W. means simply, solely and only, Imperial Wilhelm's Warriors" (IWW veut dire uniquement, simplement et seulement Combattants impériaux de Guillaume II), prétendant faussement un lien entre les IWW et l'empereur allemand Guillaume II.
L'origine du surnom "Wobbly" n'est pas claire. Nombreux sont ceux qui croient qu'il fait référence à un outil appelé "wobble saw", tandis que d'autres pensent que le mot était un code pour sabotage. On raconte souvent l'anecdote que le propriétaire d'un sympathique restaurant chinois de Vancouver faisait crédit aux wobblies, et qu'avant de le faire, il leur demandait s'ils faisaient partie du "I Wobble Wobble", ne parvenant pas à prononcer le "W" anglais. Une autre explication avance que le terme aurait été employé de façon péjorative par les socialistes de San Francisco vers 1913 pour la première fois et ensuite adopté par les IWW, flattés de cet honneur. En tout état de cause, ce surnom, qui existe depuis les premières heures du syndicat, est toujours utilisé à ce jour.
Le syndicat a souvent été nommé par erreur International Workers of the World (Travailleurs internationaux du monde).

## Quelques adhérents notoires
Parmi les adhérents des IWW, nous pouvons nommer Joe Hill, Ralph Chaplin, Ricardo Flores Magon, James P. Cannon, James Connolly, Jim Larkin, Paul Mattick, Big Bill Haywood, Eugene Debs, Kurt Gustav Wilckens, Elizabeth Gurley Flynn, le nationaliste indien Lala Hardayal, Frank Little, le fondateur de l'ACLU Roger Nash Baldwin, Harry Bridges, le poète de la beat generation Gary Snyder, l'anthropologue David Graeber, l'artiste graphiste Carlos Cortez, le poète et l'icône de la contreculture Kenneth Rexroth; le surréaliste Franklin Rosemont, Rosie Kane, Helen Keller, et Carolyn Leckie, membres du parlement écossais, Eugene O'Neill, Judi Bari, les musiciens folk Phil Ochs, Utah Phillips, et David Rovics, Jeff Monson adepte du combat libre, le musicien finlandais folk Hiski Salomaa, le politicien du parti vert (États-Unis) James M. Branum; Catholic Workers Dorothy Day et Ammon Hennacy; l'ingénieur nucléaire Susanna Johnson; le juge William O. Douglas; Tom Morello, guitariste du groupe Rage Against the Machine. Selon une rumeur persistante mais non prouvée, la légende du baseball Honus Wagner fut également un Wobbly. Le sénateur Joseph McCarthy accusa Edward R. Murrow d'avoir été membre des IWW. L'adhérent le plus célèbre des IWW est aujourd'hui Noam Chomsky.

### Dans la littérature et le cinéma
- Une grande partie de la trilogie U.S.A., considérée comme l'œuvre majeure de John Dos Passos, contient une description vivante des luttes du syndicat.
- Les IWW apparaissent dans le film Reds de Warren Beatty, qui évoque la vie du journaliste John Reed.
- Le documentaire Une histoire populaire américaine, de Olivier Azam et Daniel Mermet (2015) et inspiré de l’œuvre d'Howard Zinn, évoque longuement l'action des IWW à leurs origines aux États-Unis.